# 犬山市消防本部
犬山市消防本部（いぬやまししょうぼうほんぶ）は、愛知県犬山市の消防部局（消防本部）。管轄区域は犬山市全域。

## 概要
- 消防本部：犬山市大字五郎丸字下前田1
- 管内面積：74.90km2
- 職員定数：103人
- 消防署1カ所、出張所2カ所
- 主力機械（2019年4月1日現在）
  - 普通消防ポンプ自動車：3
  - 水槽付消防ポンプ自動車：2
  - はしご付消防自動車：1
  - 化学消防自動車：1
  - 水槽車：1
  - 高規格救急自動車：3
  - 救助工作車：1
  - 司令車：1
  - 指揮車：1
  - その他：6

## 沿革
- 1964年6月1日　犬山市消防本部を設置
- 1964年10月20日　犬山市消防署を設置
- 1965年11月15日　救急業務を開始
- 1974年9月1日　消防本部・消防署が現在地に移転
- 1974年11月20日　従来の消防署に北出張所を開設
- 1988年2月20日　北出張所が犬山市役所分庁舎に移転
- 2011年4月1日　南出張所を新築し、職員12名を配置
- 2018年10月1日　北出張所を移転

## 組織
- 本部 - 消防総務課、予防課
- 消防署

## 消防署
| 消防署       | 住所                | 出張所                                                     |
| ------------ | ------------------- | ---------------------------------------------------------- |
| 犬山市消防署 | 大字五郎丸字下前田1 | 北：大字犬山字身打田11番地5 南：大字羽黒新田字上島38番地15 |